# C/2010 D7 (SOHO)
C/2010 D7 (SOHO) – kometa jednopojawieniowa odkryta 21 lutego 2010 roku na zdjęciach SOHO przez Michała Kusiaka. Należy do grupy komet Kreutza.